# Стара Коперня
Стара Коперня (пол. Stara Kopernia, нім. Küpper) — село в Польщі, у гміні Жагань Жаґанського повіту Любуського воєводства.
Населення — 415 осіб (2011).
У 1975-1998 роках село належало до Зеленогурського воєводства.

## Демографія
Демографічна структура станом на 31 березня 2011 року:
|          | Загалом | Допрацездатний вік | Працездатний вік | Постпрацездатний вік |
| -------- | ------- | ------------------ | ---------------- | -------------------- |
| Чоловіки | 204     | 44                 | 140              | 20                   |
| Жінки    | 211     | 43                 | 133              | 35                   |
| Разом    | 415     | 87                 | 273              | 55                   |